# أغشلو
أغشلو هي قرية في مقاطعة خوي، إيران. يقدر عدد سكانها بـ 710 نسمة بحسب إحصاء 2016.